# Heleioporus australiacus
A  Heleioporus australiacus  a kétéltűek (Amphibia) osztályának békák (Anura) rendjébe, a mocsárjáróbéka-félék (Limnodynastidae) családjába, azon belül a Heleioporus nembe tartozó faj.

## Előfordulása
Ausztrália endemikus faja. Az ország délkeleti részének óceánparti területein, Victoria és Új-Dél-Wales államban honos. A Nagy-Vízválasztó-hegység keleti lejtőin, a Sydney-től északra fekvő Olney-erdőtől a Victoria állambeli Walhalláig fordul elő a tengerszintől 1000 m-es tengerszint feletti magasságig. Elterjedési területének mérete körülbelül 80 000 km². A feljegyzések többsége vagy elterjedési területének északi végéről, Sydney közeléből, vagy Victoria állam keleti és Új-Dél-Wales ezzel határos délkeleti részéről származik. Észrevehetően eltérő adatokat mutatnak Jervis Bay és Eden város közötti területen készült feljegyzések, ennek oka vagy a faj egyedeinek ritkasága, vagy a régióban csak korlátozott erőfeszítéseket tettek a kutatásokra. A rendelkezésre álló adatok szerint a  Heleioporus australiacus  ritka faj. Ugyanakkor nincsen elegendő adat a faj populációjának méretére és demográfiai adataira vonatkozóan. Néhány kivételtől eltekintve a megfigyelések vagy magányos példányokra, vagy kevés számú egyedre vonatkoznak.

## Megjelenése
A Heleioporus australiacus nagy méretű békafaj, mérete elérheti a 10 cm-t. Általában szürke színű, háta sötétbarna vagy fekete. Hasi oldala fehér. Oldalán sárga pettyek sorakoznak, felső ajkán, szeme hátsó felétől a tympanum (hallószerv) hátsó részéig sárga színű sáv húzódik. A frissen átalakult egyedeknél ez a sáv rózsaszín-narancssárga. Bőre durva és rücskös, a párzási időszakban a hímek ujján gyakran fekete kinövések figyelhetők meg. Irisze ezüst színű, pupillája függőleges elhelyezkedésű.  
Mérete és rücskös bőre miatt gyakran összetévesztik az óriásvaranggyal (Rhinella marina), azonban ez utóbbinak nem függőleges elhelyezkedésű a pupillája, és elterjedési területük között sincs átfedés.

## Életmódja

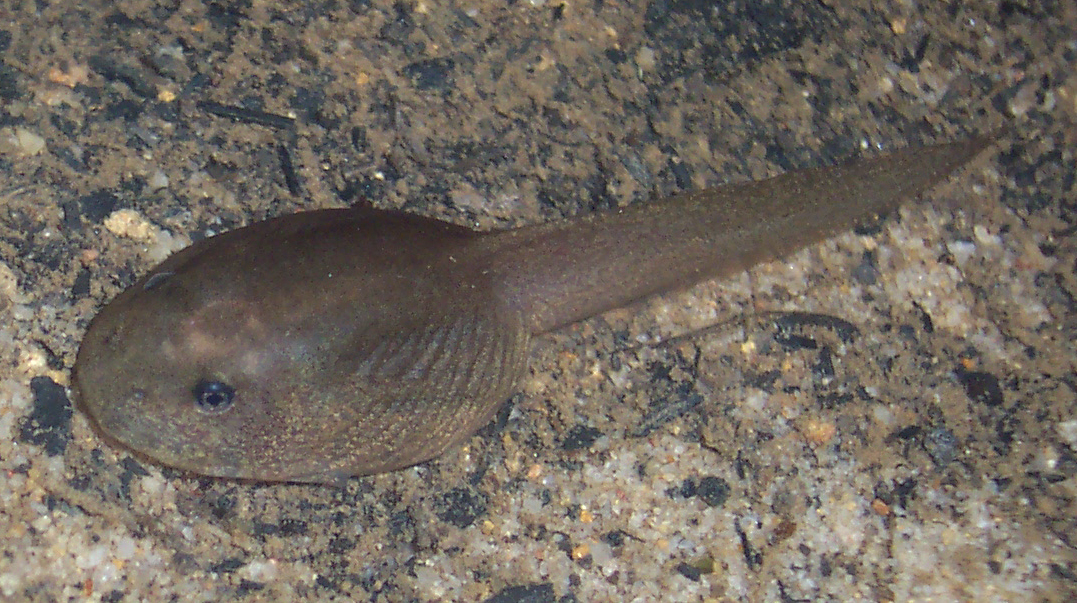
A Heleioporus australiacus ebihala

Homokköves fenyérek és száraz szklerofill (kemény levelű) erdők lakója. Ásóbékának is nevezik, mivel képes üregeket ásni a talajba. Párzási éneke hasonlít a bagolyhuhogásra, emiatt keleti bagolybékaként is említik. A hímek heves esőzések után a vízparti üregekből hívják a nőstényeket. A nőstény a vízparti üregekbe helyezi a petéket, melyeket az esők a vízbe mosnak. Az ebihalak a vízfolyásokban fejlődnek ki 3–11 hónap alatt. Az ebihalak mérete elérheti a 80 mm-t.
A békákat eső után gyakran meg lehet pillantani az utak vagy járdák szélén. A faj populációja az urbanizáció miatt csökkenő tendenciát mutat, a békák többnyire csak nemzeti parkokban és állami erdőkben figyelhetők meg.

## Természetvédelmi helyzete
A vörös lista a sebezhető fajok között tartja nyilván. Mind Victoria mind Új-Dél-Wales állam törvényileg védi. Több nemzeti parkban is megtalálható.